# Хелуан (губернаторство)
Хелуа́н (Хулуан, араб. محافظة حلوان‎) — губернаторство (мухафаза) в Арабській Республіці Єгипет. Адміністративний центр — місто Хелуан.
Населення — 1 713 278 осіб (2006).

## Найбільші міста
| № | Місто              | Населення, осіб (2006) |
| - | ------------------ | ---------------------- |
| 1 | Хелуан (Хулуан)    | 649 571                |
| 2 | Новий Каїр         | 122 339                |
| 3 | Тува               | 94 107                 |
| 4 | 15 Травня          | 90 740                 |
| 5 | Ель-Мааді          | 78 122                 |
| 6 | Ет-Таббін          | 68 897                 |
| 7 | Ес-Сафф (Ель-Сафф) | 45 131                 |
| 8 | Еш-Шрук            | 22 570                 |
| 9 | Медінат-Бадр       | 17 158                 |